# Okres Körmend

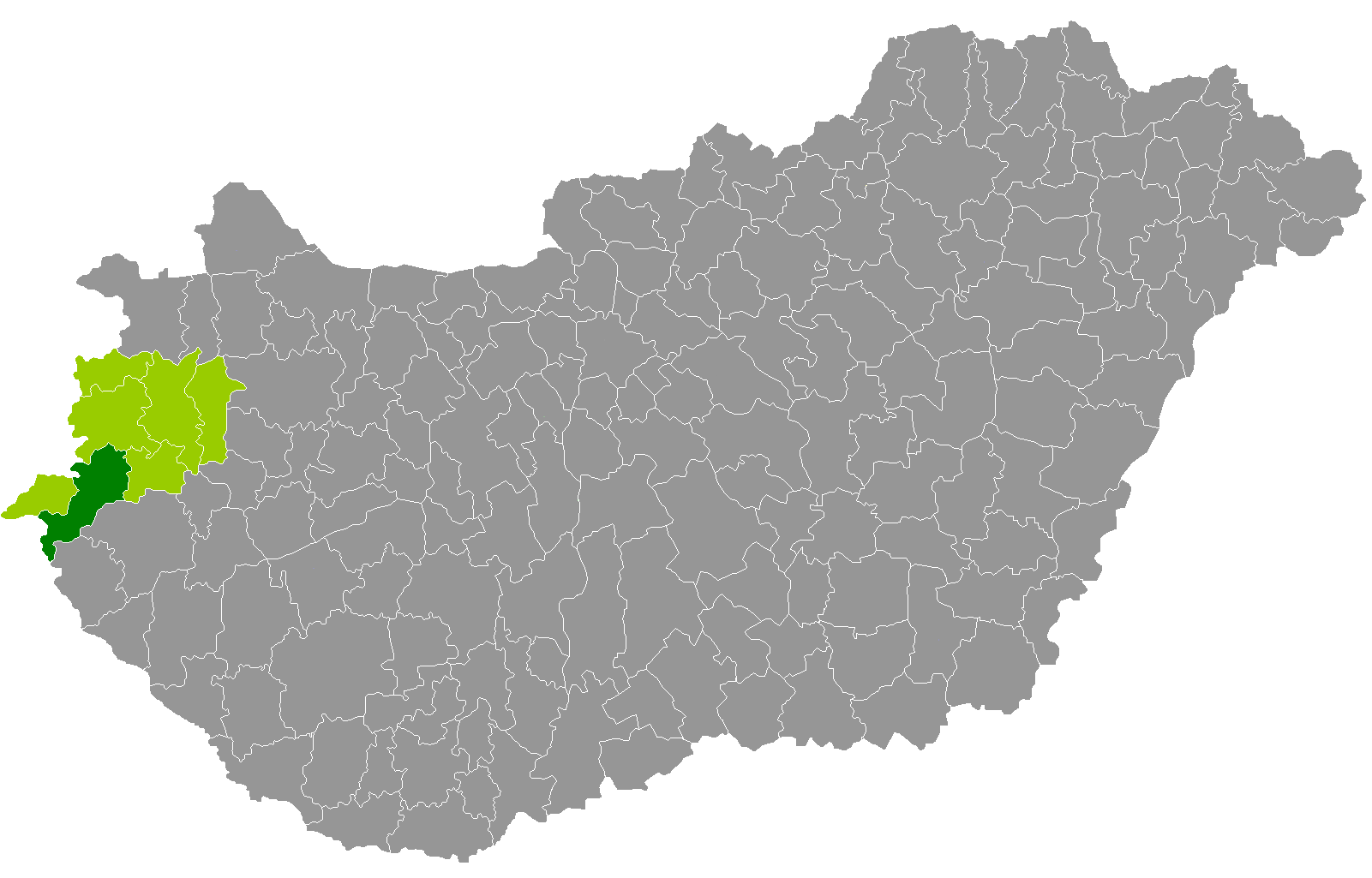
Okres Körmend

Okres Körmend (maďarsky Körmendi járás) je okres v západním Maďarsku v župě Vas. Jeho správním centrem je město Körmend.

## Sídla
V okrese se nachází celkem 49 měst a obcí, jimiž jsou:
Bajánsenye, Csákánydoroszló, Daraboshegy, Döbörhegy, Döröske, Egyházashollós, Egyházasrádóc, Felsőjánosfa, Felsőmarác, Halastó, Halogy, Harasztifalu, Hegyháthodász, Hegyhátsál, Hegyhátszentjakab, Hegyhátszentmárton, Ispánk, Ivánc, Katafa, Kemestaródfa, Kercaszomor, Kerkáskápolna, Kisrákos, Körmend, Magyarnádalja, Magyarszecsőd, Magyarszombatfa, Molnaszecsőd, Nádasd, Nagykölked, Nagymizdó, Nagyrákos, Nemesrempehollós, Őrimagyarósd, Őriszentpéter, Pankasz, Pinkamindszent, Rádóckölked, Szaknyér, Szalafő, Szarvaskend, Szatta, Szőce, Vasalja, Velemér, Viszák